# Carinodrillia lachrymosa
Carinodrillia lachrymosa é uma espécie de gastrópode do gênero Carinodrillia, pertencente a família Pseudomelatomidae.